# 米西切利翁島
米西切利翁島是蘇格蘭的島嶼，位於克雷格尼什灣 （Loch Craignish），屬於內赫布里底群島的一部分，面積0.54平方公里，最高點海拔高度63米，島上無人居住。
56°10′22″N 5°32′24″W / 56.17278°N 5.54000°W